# Axe (Devon)

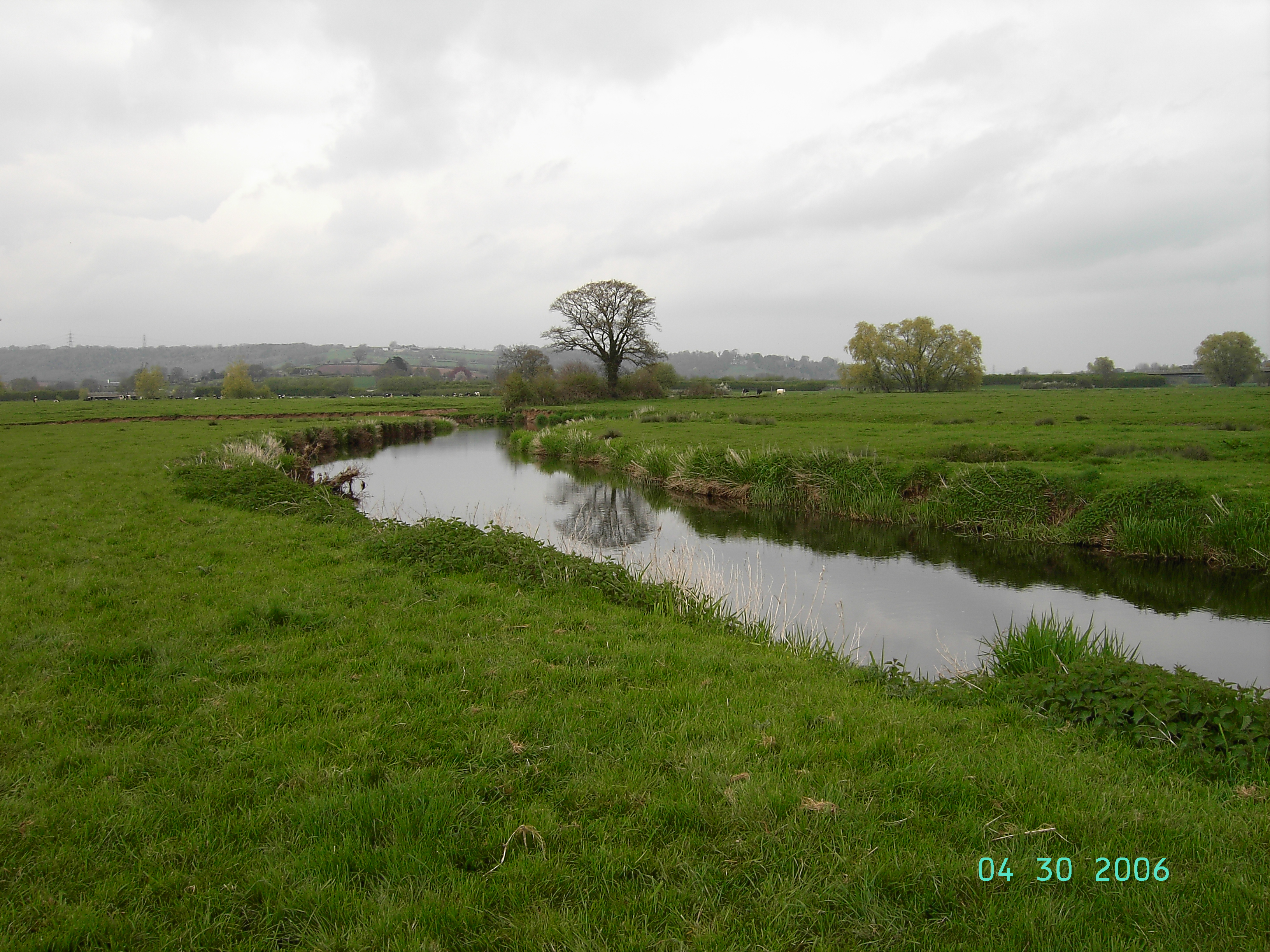
De Axe bij Axminster (2006)

De Axe is een rivier in Zuidwest-Engeland, die door de graafschappen Dorset, Somerset en Devon loopt.
De ondiepe en niet-bevaarbare Axe, die ongeveer 35 km lang is, ontspringt bij Beaminster en loopt dan eerst naar het westen. Vanaf Axminster loopt ze naar het zuiden, om bij Axmouth bij Seaton in Het Kanaal uit te stromen. Tot het stroomgebied van de Axe behoren twee zijriviertjes, de Yarty en de Coly. 